# New Day Will Rise
New Day Will Rise (Yom Hadash Yafzia) is een nummer van de Israëlische zangeres Yuval Raphael. Het werd geschreven door Keren Peles en geproduceerd door Tomer Biran. Het nummer werd uitgebracht op 9 maart 2025 en vertegenwoordigde Israël op het Eurovisiesongfestival 2025.

## Eurovisiesongfestival

### HaKokhav HaBaen selectieproces
De Israëlische omroep Kan maakte gebruik van de talentenjacht HaKokhav HaBa om de artiest voor het Eurovisiesongfestival 2025 te selecteren. Op 22 januari 2025 won Yuval Raphael de finale van deze competitie, waarmee zij het recht verwierf om Israël te vertegenwoordigen.
Een selectiecommissie onder leiding van Barak Itzkovitch, directeur van de muziekstations van Kan, begon drie weken eerder met het selectieproces. De commissie ontving 54 inzendingen. In de eerste stemronde werden drie nummers geselecteerd, die vervolgens in Raphaels stem werden opgenomen. Na een tweede stemronde werd het lied New Day Will Rise unaniem gekozen.
De tekst van het nummer werd goedgekeurd door de Europese Radio-unie op 17 februari 2025. De videoclip werd opgenomen op 25 en 26 februari en op 9 maart uitgebracht. Kort na de release bleek dat een Bijbelse versregel (Hooglied 8:7) verkeerd werd uitgesproken. Een gecorrigeerde versie verscheen op 11 maart.

### Op het festival
Op het Songfestival wist Israël met dit lied de tweede halve finale te winnen en werd het tweede tijdens de finale. Het won er de televoting. Analisten vermoeden dat de hoge score voor het land deels toe te schrijven is aan oproepen vanuit de Israëlische omroep en regering om massaal op het lied te stemmen.

## Hitlijsten
| Hitlijst (2025)                              | Hoogste positie |
| -------------------------------------------- | --------------- |
| Israël – binnenlandse airplay (Media Forest) | 1               |
| Litouwen (AGATA)                             | 37              |
| Nederland (Dutch Charts)                     | tip 18          |
| Zweden (Sverigetopplistan)                   | 89              |
| Zwitserland                                  | 18              |
| Verenigd Koninkrijk UK Singles Sales (OCC)   | 29              |